# Het knappe visventertje
Het knappe visventertje is een volksverhaal uit Turkije.

## Het verhaal
Een visventer heeft een knappe zoon en stuurt hem naar school, maar de zoon studeert niet. De vader laat een mooi rond houten visventersbord maken als de jongen zo'n zestien jaar oud is. De jongen neemt het bord op zijn hoofd en verkoopt de vis, hij heeft een mooie stem. Op een dag komt hij langs het paleis van de padisha en de prinses wordt op slag verliefd op zijn verschijning. Ze wil de vis en laat haar dienaressen goud op het bord leggen. De jongen gaat met de goudstukken naar huis en de vader is bezorgd. Elke dag krijgt de jongen goud en wordt binnengevraagd. Hij moet meisjeskleding aan en een pruik dragen, ze zegt dat ze een dienstertje heeft aangenomen.
De prinses wil met hem trouwen en de jongen zegt dan dat hij een visventer is. Een bemiddelaarster vraagt de vader van het meisje om haar hand. De padisha geeft zijn goedkeuring en het paar trouwt. De jongen zegt dat het meisje hem nooit mag zeggen dat hij visventer is, want dan zal hij niet meer met haar praten. Op een dag doet ze dit toch en hij wordt stom, het meisje heeft spijt en zegt dat het per ongeluk ging. De volgende ochtend vertrekt de jongen poedelnaakt naar zee. Hij gaat aan boord van een schip en werkt, hij kan mooi spelen op de luit. De prinses is ziek van verdriet en schrijft haar vader dat ze haar man heeft beledigd. Ze wil hem zoeken en haar vader geeft toestemming.
Er wordt een schip gebouwd met zeilen van satijn en masten van goud, er komen veertig matrozen aan boord. De meisjes zijn als man verkleed en ze varen over de wereld, het meisje vraagt naar de jongeman. Ze hoort dat hij naar Egypte is gegaan en ze gaat er voor anker. Het volk komt kijken naar het mooie schip en de padisjah komt kijken. Het meisje wordt uitgenodigd voor een maaltijd in het paleis, maar ze draagt mannenkleding. Muzikanten komen spelen en het meisje herkent haar man. Het meisje vraagt of de jongeman in haar kamer mag blijven. Als de man niet praten kan zal ze haar veertig matrozen aan de padisjah schenken.
De jongeman komt in de kamer van het meisje, maar spreekt niet. De volgende ochtend worden de veertig matrozen naar het paleis gebracht en het meisje vraagt of de jongeman nog een nacht in haar kamer mag verblijven. De jongen spreekt niet en de volgende ochtend wordt het schip aan de padisjah overgedragen. Opnieuw mag de jongen een nacht in haar kamer verblijven en als hij niet zal spreken, wil het meisje ter dood gebracht worden. De padisjah vraagt haar deze weddenschap niet aan te gaan, maar ze dringt aan en het gebeurt.
De derde nacht spreekt de jongen niet en de galg wordt opgericht. Het volk komt kijken en de prinses beklimt het trappetje. De jongen roept stop en vertelt wat er is gebeurd, tot stervens toe zou hij niet meer spreken. De prinses krijgt haar dienstertjes, haar schip en echtgenoot terug en keert terug naar haar vaaderland. Ze zegt nooit weer dat haar echtgenoot slechts een visventer is en al hun wensen zijn vervuld.